# Ekonomiåret 1897

## Händelser
- Svenska Transportarbetareförbundet grundas.

## Bildade företag
- AWA
- Elof Hansson
- Spendrups

## Födda
- 4 februari – Ludwig Erhard, tysk politiker, finansminister 1949–1963, förbundskansler 1963–1966.

## Avlidna
- 30 januari - Robert Themptander, svensk politiker och ämbetsman, finansminister 1881-1886, statsminister 1884-1888[1], landshövding i Stockholms län 1888-1896.

### Fotnoter
1. ↑  ”Sweden”. World Statesmen. 26 februari 1883. http://www.worldstatesmen.org/Sweden.html. Läst 27 februari 2015.